# Karolina Gniadek
Karolina Gniadek (15 de octubre de 1986) es una deportista polaca que compitió en remo. Ganó una medalla de plata en el Campeonato Europeo de Remo de 2011, en la prueba de cuatro scull.

## Palmarés internacional
| Campeonato Europeo | Campeonato Europeo | Campeonato Europeo | Campeonato Europeo |
| Año                | Lugar              | Medalla            | Prueba             |
| ------------------ | ------------------ | ------------------ | ------------------ |
| 2011               | Plovdiv (Bulgaria) | Medalla de plata   | Cuatro scull       |